# Tadeusz Nowicki
Pour les articles homonymes, voir Nowicki.
Tadeusz Nowicki, né le 7 juillet 1946 à Varsovie, est un ancien joueur de tennis polonais.
Il a atteint les huitièmes de finale du tournoi de Roland-Garros en 1971. Il a battu Jim McManus, Vladimir Korotkov et Frew McMillan avant de céder contre Ilie Năstase. Il a joué quelques tournois ATP après son passage chez les professionnels en 1971 et a notamment atteint les demi-finales à Nice en 1973. En 1978, il a pris part à la première édition de la World Team Cup mais a perdu 5 matchs sur 6.
Joueur de Coupe Davis avec l'équipe de Pologne de 1965 à 1981, il a joué 25 rencontres. Il a par ailleurs été récompensé par un Davis Cup Commitment Award.

## Parcours dans les tournois duGrand Chelem

### En simple
| Année | Open d'Australie | Open d'Australie | Internationaux de France | Internationaux de France | Wimbledon       | Wimbledon   | US Open | US Open |
| ----- | ---------------- | ---------------- | ------------------------ | ------------------------ | --------------- | ----------- | ------- | ------- |
| 1967  | —                | —                | 1er tour (1/64)          | J-B. Chanfreau           | —               | —           | —       | —       |
| 1969  | —                | —                | 2e tour (1/32)           | R. Emerson               | 1er tour (1/64) | G. Battrick | —       | —       |
| 1970  | —                | —                | 2e tour (1/32)           | F. Pala                  | —               | —           | —       | —       |
| 1971  | —                | —                | 1/8 de finale            | I. Năstase               | —               | —           | —       | —       |
| 1972  | —                | —                | 2e tour (1/32)           | G. Masters               | —               | —           | —       | —       |
| 1973  | —                | —                | 2e tour (1/32)           | C. Dibley                | 1er tour (1/64) | P. Walthall | —       | —       |
| 1974  | —                | —                | 1er tour (1/64)          | F. Jauffret              | 1er tour (1/64) | M. Riessen  | —       | —       |

N.B. : à droite du résultat se trouve le nom de l'ultime adversaire.

### En double
| Année | Open d'Australie | Open d'Australie | Internationaux de France     | Internationaux de France | Wimbledon                    | Wimbledon            | US Open | US Open |
| ----- | ---------------- | ---------------- | ---------------------------- | ------------------------ | ---------------------------- | -------------------- | ------- | ------- |
| 1969  | —                | —                | 1er tour (1/32) M. Rybarczyk | A. Gimeno M. Santana     | 2e tour (1/16) M. Rybarczyk  | R. Lutz S. Smith     | —       | —       |
| 1970  | —                | —                | 1er tour (1/32) M. Rybarczyk | D. Crealy A. Stone       | 1er tour (1/32) M. Rybarczyk | C. Graebner G. Scott | —       | —       |
| 1971  | —                | —                | 2e tour (1/16) W. Gąsiorek   | A. Metreveli C. Richey   | —                            | —                    | —       | —       |
| 1972  | —                | —                | 1er tour (1/32) W. Gąsiorek  | J-B. Chanfreau P. Joly   | —                            | —                    | —       | —       |
| 1973  | —                | —                | —                            | —                        | 1er tour (1/32) P. Pokorny   | P. Lall J. Mukerjea  | —       | —       |
| 1974  | —                | —                | 1er tour (1/32) W. Fibak     | E. Dibbs H. Solomon      | —                            | —                    | —       | —       |

N.B. : le nom du ou de la partenaire se trouve sous le résultat ; le nom des ultimes adversaires se trouve à droite.